# بادي أدلر
بادي أدلر (بالإنجليزية: Buddy Adler) (و. 1909 – 1960 م) هو منتج أفلام، وكاتب سيناريو، ورائد أعمال أمريكي، ولد في نيويورك، توفي في لوس أنجلوس، عن عمر يناهز 51 عاماً، بسبب سرطان الرئة.

## جوائز وترشيحات
حصل على جوائز منها:
جوائز
- جائزة الأوسكار لأفضل فيلم، عن عمل: من هنا إلى الخلود

ترشيحات
- جائزة الأوسكار لأفضل فيلم، عن عمل: الحب شيء رائع

ترشح لـ:
- جائزة الأوسكار لأفضل فيلم، عن عمل: من هنا إلى الخلود
- جائزة الأوسكار لأفضل فيلم، عن عمل: الحب شيء رائع.

## وصلات خارجية
- بادي أدلر على موقع IMDb (الإنجليزية)
- بادي أدلر على موقع الموسوعة البريطانية (الإنجليزية)
- بادي أدلر على موقع ألو سيني (الفرنسية)
- بادي أدلر على موقع أول موفي (الإنجليزية)
- بادي أدلر على موقع قاعدة بيانات الأفلام السويدية (السويدية)
- بادي أدلر على موقع قاعدة بيانات الفيلم (الإنجليزية)
- بادي أدلر على موقع كينوبويسك (الروسية)